# LUSTAT Statistik Luzern
Lustat Statistik Luzern (eigene Schreibweise LUSTAT Statistik Luzern) ist eine öffentlich-rechtliche Anstalt mit eigener Rechtspersönlichkeit im Kanton Luzern.
Die rechtliche Grundlagen bilden das Statistikgesetz des Kantons Luzern vom 13. Februar 2006 (SRL 28a), die Statistikverordnung vom 11. Dezember 2007 und die Verordnung über die Errichtung, Organisation und Finanzierung der zentralen Statistikstelle vom 15. Juni 2007.
Das oberste Organ, der Statistikrat, besteht aus fünf Mitgliedern und verantwortet
- Finanzierung und Verwendung der Finanzen
- die Wahl des Direktors
- Reporting im Rahmen eines Controlling-Berichts.

Neben den kantonalen Statistiken führt Lustat die Fachstelle Sozialhilfestatistik Zentralschweiz und erhebt die Statistik der stationären Betriebe des Gesundheitswesens in den sechs Zentralschweizer Kantonen.

## Veröffentlichungen
Die Ergebnisse sind der Öffentlichkeit durch jährliche Veröffentlichungen im Rahmen des LUSTAT Jahrbuchs, LUSTATaktuell, LUSTAT Themen, LUSTAT kompakt, LUSTAT news und LUSTAT letter zugänglich.